# Меркендорф (Средняя Франкония)
Меркендорф (нем. Merkendorf) — город в Германии, в земле Бавария.
Подчинён административному округу Средняя Франкония. Входит в состав района Ансбах. Население составляет 2753 человека (на 31 декабря 2010 года). Занимает площадь 26,07 км². Официальный код — 09 5 71 177.
Город подразделяется на 13 городских районов.

## Население
По оценке на 31 декабря 2015 года население общины Меркендорф составляет 2861 чел. 

| Дата      | 1840 | 1871 | 1900 | 1925 | 1939 | 1950 | 1961 | 1970 | 1987 | 2011 |
| --------- | ---- | ---- | ---- | ---- | ---- | ---- | ---- | ---- | ---- | ---- |
| Население | 1514 | 1642 | 1631 | 1595 | 1491 | 2442 | 1931 | 2055 | 2174 | 2721 |

| Год       | 1960 | 1970 | 1980 | 1990 | 2000 | 2009 | 2010 | 2011 | 2012 | 2013 | 2014 | 2015 |
| --------- | ---- | ---- | ---- | ---- | ---- | ---- | ---- | ---- | ---- | ---- | ---- | ---- |
| Население | 1875 | 2052 | 2198 | 2297 | 2720 | 2756 | 2753 | 2714 | 2707 | 2783 | 2822 | 2861 |